# 명탐정 하퍼 2
《명탐정 하퍼 2》(영어: The Drowning Pool)는 미국에서 제작된 스튜어트 로젠버그 감독의 1975년 미스터리 스릴러 영화이다. 1966년 영화 《명탐정 하퍼》의 속편이다. 폴 뉴먼 등이 출연하였고, 로런스 터먼 등이 제작에 참여하였다. 알려진 다른 제목으로는 명탐정 하퍼 II(방영명), 드라우닝 풀이 있다.

## 출연진
- 폴 뉴먼
- 조앤 우드워드
- 리처드 더
- 앤서니 프랜시오사
- 머리 해밀턴
- 게일 스트리클런드
- 멜러니 그리피스
- 린다 헤인스
- 리처드 제이컬
- 폴 코슬로
- 앤드루 로빈슨
- 코럴 브라운
- 헬레나 칼리아니오테스